# Втори закон на термодинамиката
Вторият закон на термодинамиката, наричан и „Закон за ентропията“ е един от основните принципи в термодинамиката, според който ентропията на затворена система, която не се намира в равновесие, нараства с времето, като достига максималната си стойност при достигане на равновесие. Друга формулировка на закона е, че температурите на системи, намиращи се в контакт една с друга, се стремят да се изравнят, като в процеса на изравняване се извършва работа, но при този процес се губи топлина за сметка на нарастване на ентропията.
Ентропията е еднозначна функция за състоянието на дадена термодинамична система, а изменението ѝ се определя от количеството топлина, което получава или отдава системата при дадена температура:
{\displaystyle dS=dQ/T}